# August del Regne Unit
August del Regne Unit (anglès: Prince Augustus Frederick, Duke of Sussex)  (Palau de Buckingham, 27 de gener de 1773 - Palau de Kensington, 21 d'abril de 1843) va ser el novè nen i el sisè fill de George III i Charlotte de Mecklenburg-Strelitz.
Va ser batejat a la Cambra del Gran Consell al palau de Sant Jaume, el 25 de febrer de 1773, per l'arquebisbe de Canterbury, Frederick Cornwallis. Els seus padrins eren el duc de Saxe-Gotha-Altenburg i la princesa Charles de Hesse-Cassel. Va ser educat a casa seva abans de ser enviat a la Universitat de Göttingen a Alemanya l'estiu de 1786, juntament amb els seus germans el príncep Ernest i el príncep Adolphus. El príncep August, que patia asma, no es va unir als seus germans per rebre formació militar a Hannover. Al principi va considerar convertir-se en un clergue a l'Església d'Anglaterra. El 1805, durant la guerra napoleònica, va servir a la Gran Bretanya com a tinent-coronel comandant del regiment de voluntaris "britànics lleials del nord".
Després va viure durant quatre anys a Roma, on el 4 d'abril de 1793 va contraure matrimoni amb Lady Augusta Murray, filla de John Murray, quart comte de Dunmore, un catòlic escocès. D'acord amb una llei promulgada el 1772, Jordi III, el 1784 declarà nul aquest matrimoni, celebrat sense el seu reial consentiment. August després de separar-se de la seva esposa (la qual ja li havia donat dos fills), fou nomenat duc de Sussex (1801), comte d'Inverness i baró d'Arklow.
Coma a polític milità en el Parlament, en l'oposició, i treballà, en sentit liberal, per la emancipació dels catòlics, l'abolició de la esclavitud i la reforma parlamentària. Després va fer vida privada, ocupat exclusivament en l'administració dels seus béns; fou un home d'una cultura per sobre de la mitjana, havent reunit una biblioteca en la que hi abundaven les edicions i traduccions de la Bíblia, entre elles la famosa incunable de Leyden, de 1491, així com també els manuscrits. Així mateix fou durant un temps president de la Reial Societat de Ciències.
En morir la seva primera esposa, va contraure segones núpcies el 1831, aquesta vegada també sense la venia del monarca. Un any després de la mort de Lady Augusta Murray, el duc de Sussex es va casar per segona vegada el 2 de maig de 1831 (de nou contravenint la Reial Ordre) amb Lady Cecilia Letitia Buggin (1793-1873), la filla gran d'Arthur Gore, segon comte d'Arran, i Elizabeth Underwood, i vídua de Sir George Buggin. El mateix dia, Lady Cecilia va assumir el cognom Underwoo amb llicencia reial. Mai va ser titulada ni reconeguda com a duquessa de Sussex. Tot i així, la reina Victòria el 1840 l'elevà per la seva pròpia iniciativa duquessa d'Inverness el 1840.
El duc de Sussex era l'oncle preferit de la reina Victòria. La va acompanyar en el casament al príncep Albert de Saxe-Coburg-Gotha. El duc de Sussex va morir, a l'edat de 70 anys d'Erisipela, al palau de Kensington, el 1843. En el seu testament, va especificar que no volia un funeral d'estat i va ser enterrat al "Kensal Green Cemetery" el 4 de maig de 1843. Està enterrat davant de la capella principal, immediatament davant la tomba de la seva germana, la princesa Sophia. La duquessa de Inverness va continuar residint al palau de Kensington fins a la seva mort el 1873. Va ser enterrada al costat del príncep August.